# CJ dos Santos
Carlos Joaquim „CJ” Antunes dos Santos (ur. 24 sierpnia 2000 w Filadelfii) – amerykański piłkarz pochodzenia kabowerdeńskiego i portugalskiego występujący na pozycji bramkarza, od 2025 roku zawodnik San Diego FC.
Jego ojciec pochodzi z Republiki Zielonego Przylądka, a matka z Portugalii.